# Проспект Кирова (Томск)
Проспе́кт Ки́рова — улица в городе Томске.
Длина проспекта 2,5 км, он тянется от проспекта Ленина на восток до площади Кирова, затем поворачивает на 45° на юго-восток, к вокзалу Томск-I.

## История

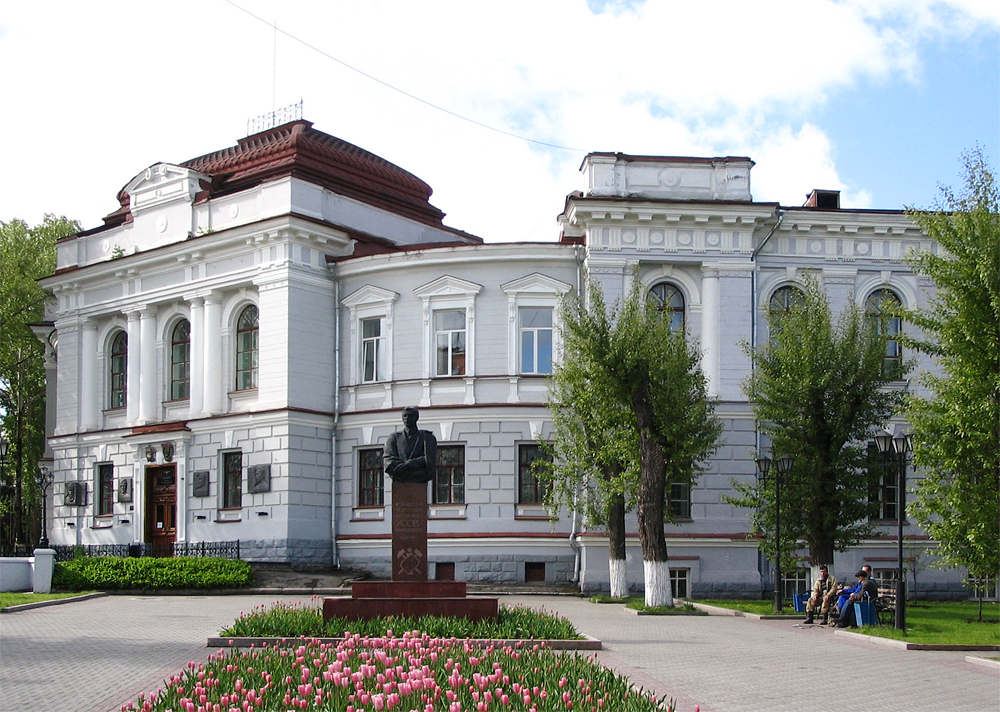
1-й (горный) корпус ТПУ

В XIX веке на месте нынешнего проспекта располагались две улицы: Бульварная (1878) и Всеволодо-Евграфовская (Евграфовская) (~1900), разделявшиеся Преображенской улицей (ныне Дзержинского). От нынешней площади Кирова шла, расположенная под углом к этим улицам, дорога к вокзалу Томск-I.
На части улицы располагался бульвар, отсюда и прежнее название улицы — Бульварная. Сквер здесь был запланирован ещё в 1830-х годах при разработке томских градостроительных планов. Планировалось устройство бульварного кольца (по нынешним Комсомольскому проспекту и Дальнеключевской улице, последняя на планах 1840-х годов именовалась Бульварной). Первоначально бульвар, как и улица в целом, был ограничен Казанской улицей (ныне Комсомольский проспект). Этот бульвар именовался Королёвским или Всеволодо-Евграфовским, по имени томского купца-мецената Всеволода Евграфовича Королёва, пожертвовавшего деньги на его обустройство.
Изначально улица закладывалась по тем временам очень широкой, при закладке в 1903 году бульвара высаженные на нём в два ряда ели ограничивали с двух сторон ряды тополей. Средства на устройство бульвара выделили томские купцы-миллионеры братья Евграф и Всеволод Королёвы (в 1902 году В. И. Королев внёс в городскую управу 3165 рублей) с условием наименования бульвара их именем.
В 1902—1905 годах в начале проспекта по проекту архитектора П. Ф. Федоровского был возведён Горный корпус Томского технологического института.

## Новая история

Памятник Кирову в Томске

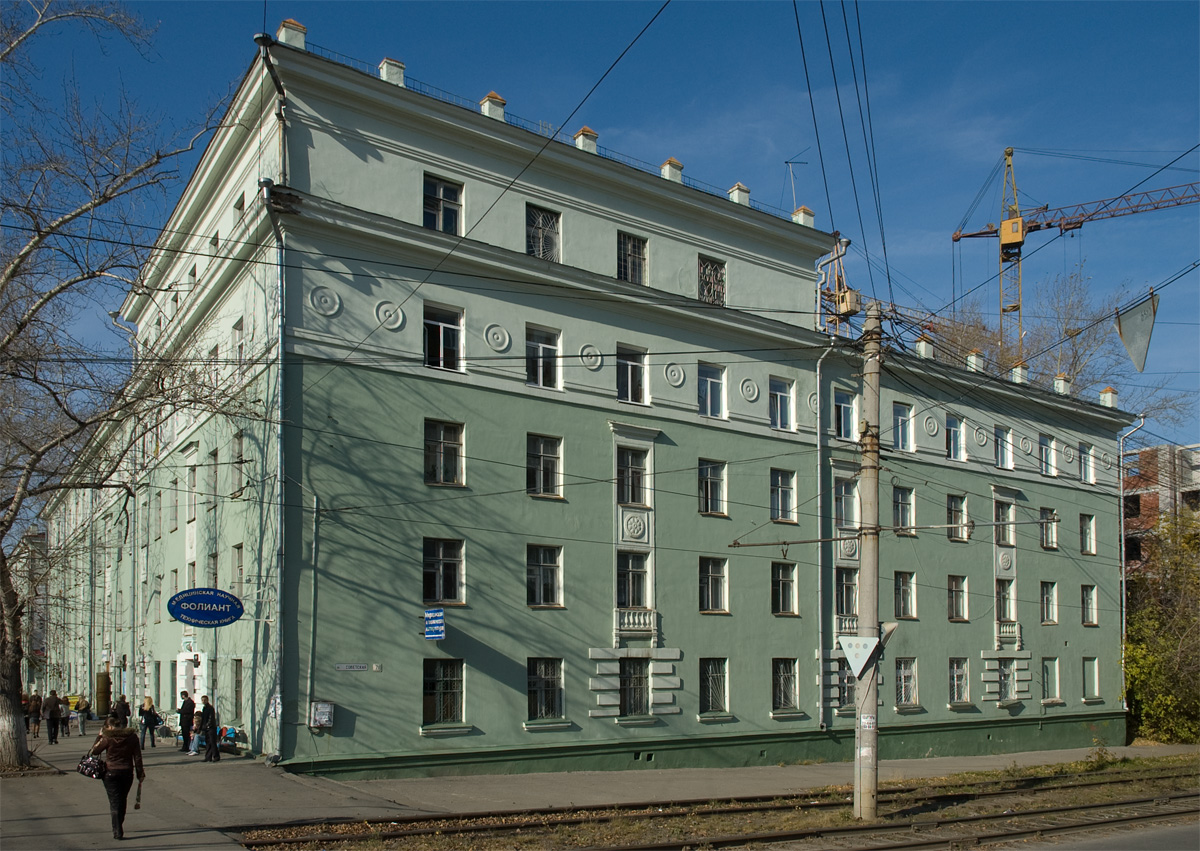
Общежитие для студентов. Проспект Кирова, 4

6 октября 1927 года Бульварная и Всеволодо-Евграфовская улицы решением городских властей были объединены в проспект Кирова, жившего в Томске с 1904 по 1907 годы.
В 1949 году по проспекту был проложен трамвайный маршрут Томск-I — площадь Батенькова.
В начале проспекта в 1950-е годы была сооружена арка в стиле социалистического классицизма, на крыльях которой разместилась доска почёта Кировского района Томска.
На углу с проспектом Ленина в 1950—1952 годах возвели 4-6-этажные корпуса общежития студентов Томского политехнического института (д. 2, д. 4).
В 1953 году было построено административное здание для размещения управления КГБ по Томской области (д. 18а).
В начале 1970-х, возможно, следуя дореволюционному плану, на участке между улицами Дзержинского и Киевской встречные транспортные потоки были также разделены бульваром.
В 1973 году была открыта гостиница «Томск».

## Достопримечательности

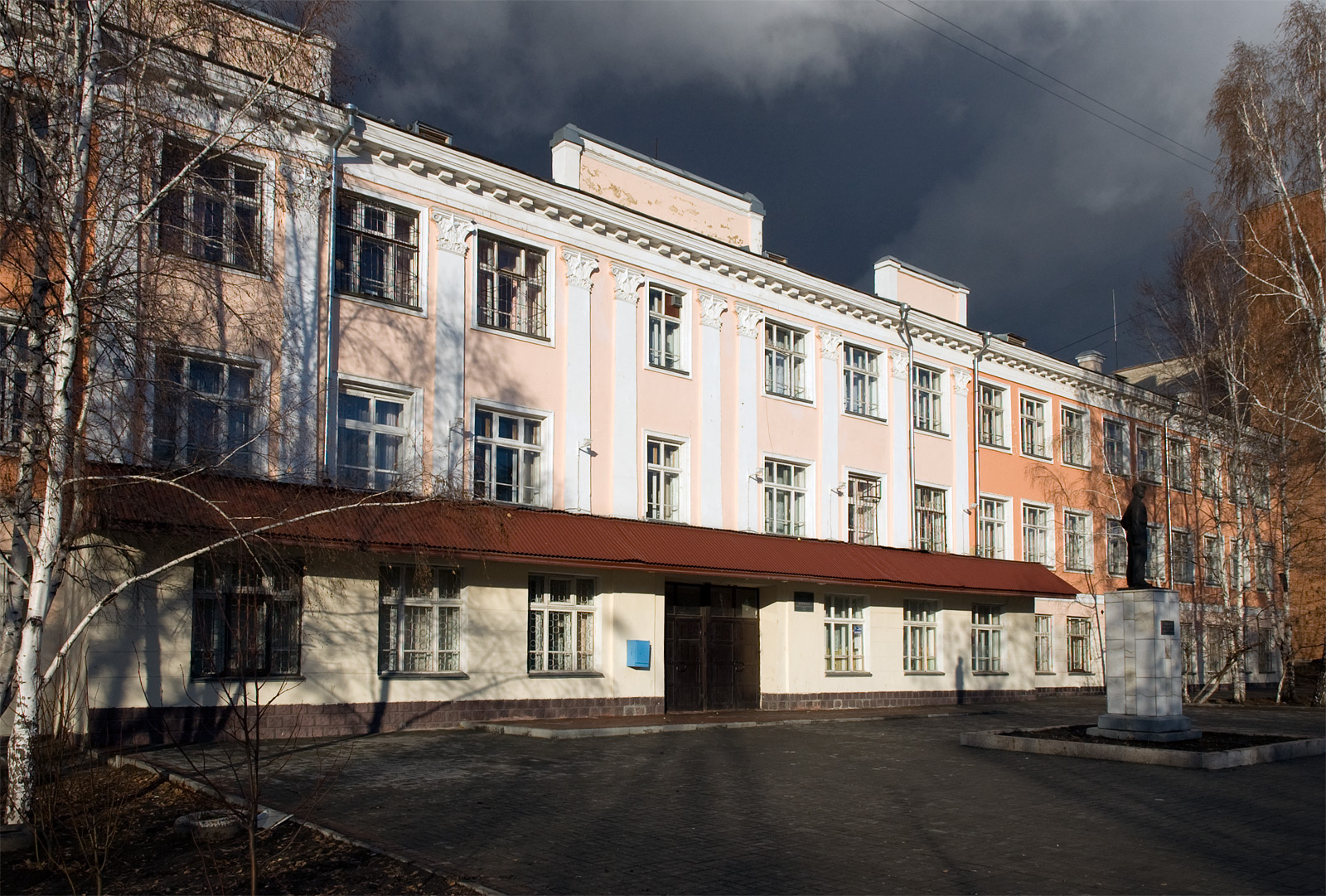
Школа № 8

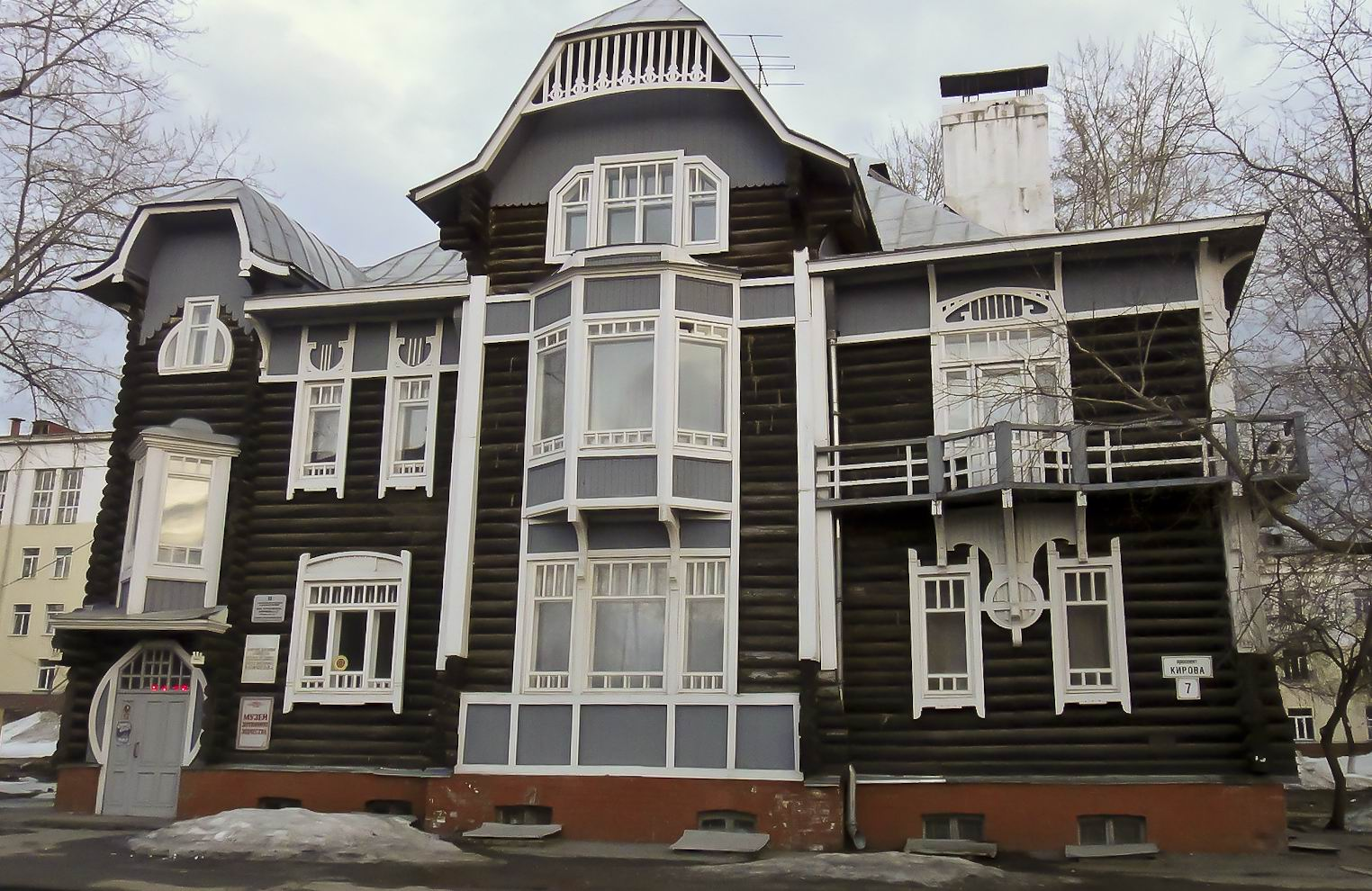
Дом А. Д. Крячкова

- дом 1 / проспект Ленина, 43а — химический корпус Технологического института,  памятник архитектуры (региональный) № 701410166840005
- дом 3 / Советская улица, 73 — горный корпус Технологического института (1903—1905, архитектор П. Ф. Федоровский)  памятник архитектуры (региональный) № 721410018980006
- Памятник академику М. А. Усову (1956, архитектор Н. А. Лупов, скульпторы А. И. Григорьев и В. В. Лукьянов)  исторический памятник (региональный) № 7000241000
- Скульптурная группа рудокопа и рудознатца Фёдора Еремеева с помощником (2008, скульпторы Л. Усов и В. Романов)[1]
- Стела первому директору Томского электролампового завода А. Т. Иванову  исторический памятник (региональный) № 701510404430005
- дом 5 — главный корпус Томского электролампового завода  исторический памятник (региональный) № 701510404470005
- дом 7 — собственный дом архитектора А. Д. Крячкова (1911)  памятник архитектуры (федеральный) № 721410013550006
- дом 9 — жила семья Кошурниковых, Александр Михайлович Кошурников — инженер, занимался трассированием и проектированием железных дорог в сибирской тайге. (снесён)

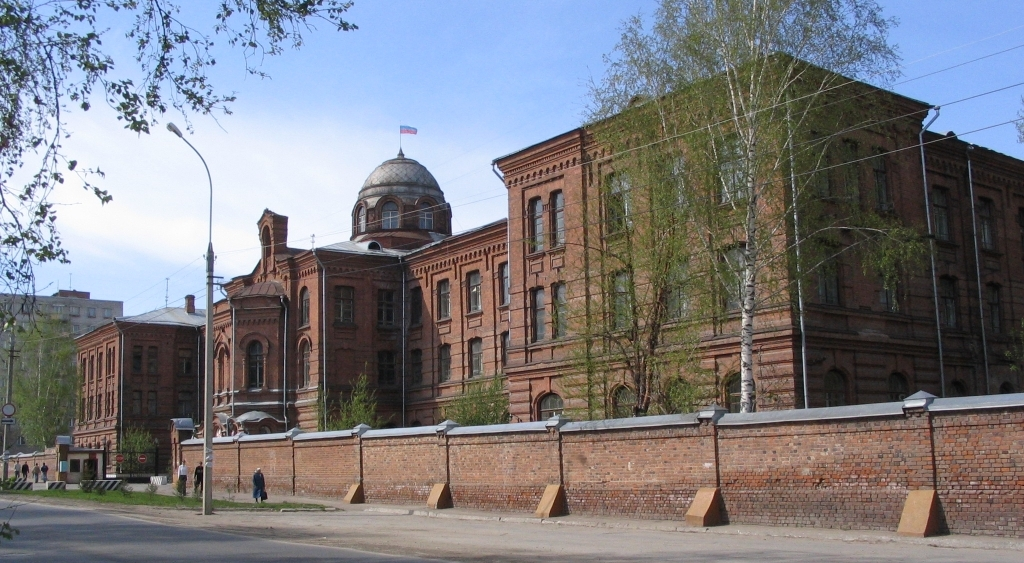
Здание женского епархиального училища

- дом 12 — школа № 8, в которой учился лётчик-космонавт Н. Н. Рукавишников. Эту же школу окончил (1962) знаменитый спортсмен-баскетболист Сергей Белов.  исторический памятник (региональный) № 721410014680005
- памятник Олегу Кошевому — памятник монументального искусства № 7000243000
- дом 16 / Белинского, 52 — здание госпиталя № 1229  памятник архитектуры (региональный) № 7030278000
- дом 18а — здание КГБ. Архитектор Н. А. Чебоксарова.  памятник архитектуры (региональный) № 7030279000
- бюст чекиста А. В. Шишкова —  исторический памятник (региональный) № 701510409320005
- дом 20 — бывший приют братьев Королёвых
- дом 22 / Вершинина, 32 — место дома, в котором жил Бела Кун  исторический памятник (региональный) № 701530365900005. В 1952 году на его месте выстроено новое каменное здание – общежитие студентов Томского электромеханического института инженеров железнодорожного транспорта. [2].
- дом 24 / Красноармейская, 85  памятник архитектуры (региональный) № 701410187990005
- дом 33 — в доме жил основатель Сибирского ботанического сада П. Н. Крылов. К дому примыкал обширный разбитый Крыловым сад.  памятник архитектуры (региональный) № 701510386760035
- дом 35 — флигель  памятник архитектуры (региональный) № 701510386760025 (снесён)
- дом 35 — каретник  памятник архитектуры (региональный) № 701510386760015 (снесён)
- дом 36 — здание Второго реального училища  памятник архитектуры (региональный) № 701410184010005
- дом 49 — здание женского епархиального училища, бывший Томский военно-медицинский институт  памятник архитектуры (региональный) № 701410163650005
- дом 49 — служебное здание женского епархиального училища  памятник архитектуры (региональный) № 7030284000
- дом 58 — главный корпус завода «Сибэлектромотор»  исторический памятник (региональный) № 7000027000
- дом 65 — гостиница «Томск».
- дом 70 / Привокзальная площадь, 1 — вокзал и ж/д станция Томск-I  исторический памятник (региональный) № 701430309590005

## Транспорт
По большей части проспекта (от Советской улицы до начала Привокзальной площади) проложена трамвайная линия. По всему проспекту проложена троллейбусная линия. В транспортном значении проспект очень важен, так как соединяет центр города и вокзал Томск-I. На участке от Комсомольского проспекта до улицы Елизаровых в восточную сторону наблюдаются наибольшие для проспекта пробки.